# پاتریک مک‌کیب
پاتریک مک‌کیب (به انگلیسی: Patrick McCabe)، رماننویس ایرلندی است که در ۲۷ مارس ۱۹۵۵ در شهر کلونز ایرلند به دنیا آمد. مک کیب بیشتر به خاطر طنز سیاه رمان‌هایش، که اغلب در شهرهای کوچک ایرلند می‌گذرد مشهور شده‌است. او دو بار به خاطر رمان‌های شاگرد قصاب و صبحانه در پولوتون نامزد جایره بوکر شده‌است.

## ترجمه‌ها در ایران
- رمان شاگرد قصاب، مترجم: پیمان خاکسار، ناشر: نشر چشمه، سال ۱۳۹۳[۱]